# Roland Surrugue
Roland Surrugue (6 de agosto de 1938 — 28 de junho de 1997) foi um ciclista francês que representou França nos Jogos Olímpicos de Verão de 1960, terminando em quinto lugar na corrida de 2000 metros tandem.